# Highley
Highley är en ort och civil parish i Storbritannien.   Den ligger i grevskapet Shropshire i riksdelen England, i den södra delen av landet, 180 km nordväst om huvudstaden London. Highley ligger 108 meter över havet och antalet invånare är 3 371.
Terrängen runt Highley är platt.Runt Highley är det tätbefolkat, med 493 invånare per kvadratkilometer. Närmaste större samhälle är Kidderminster, 11,2 km sydost om Highley. I omgivningarna runt Highley växer i huvudsak blandskog.